# Edmund MacDonald
Pour les articles homonymes, voir MacDonald.
Edmund Francis MacDonald, né le 7 mai 1908 à Boston (Massachusetts) et mort le 2 septembre 1951 à Los Angeles (Californie), est un acteur américain.

## Biographie

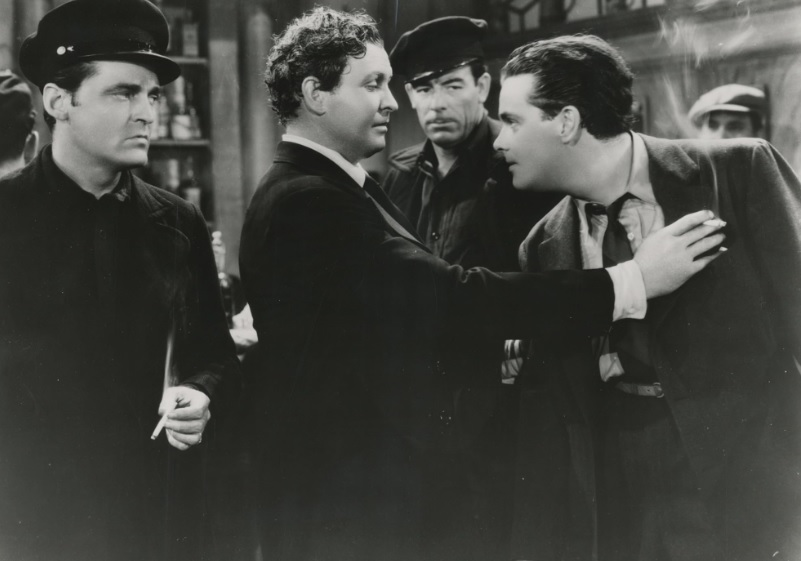
Edward Pawley, Barton MacLane, Glenn Strange et Edmund MacDonald (de g. à d.), dans Prison Break (1938)

Edmund MacDonald débute au théâtre, jouant notamment à Broadway (New York) dans trois pièces, Getting Even de Nathaniel Wilson (1929, avec Percy Kilbride), Her Tin Soldier de Frederick Rath (en) (1933, avec Charles Quigley) et enfin I, Myself d'Adelyn Bushnell (en) (1934, avec Walter Baldwin et Charles Trowbridge).
Au cinéma, il contribue à quarante-sept films américains (dont des westerns), le premier sorti en 1934 ; le deuxième est Prison Break d'Arthur Lubin (1938, avec Barton MacLane et Glenda Farrell). Suivent entre autres Femme ou Démon de George Marshall (1939, avec James Stewart et Marlène Dietrich), Les Tigres volants de David Miller (1942, avec John Wayne et John Carroll) ou encore Les bourreaux meurent aussi de Fritz Lang (1943, avec Brian Donlevy et Walter Brennan).
Le dernier film d'Edmund MacDonald est Le Mustang noir de George Sherman (1949, avec Ann Blyth et Howard Duff). Il meurt prématurément à 43 ans, moins de deux ans et demi après (en 1951), d'une hémorragie cérébrale.

## Théâtre à Broadway (intégrale)
- 1929 : Getting Even de (produite et mise en scène par) Nathaniel Wilson : Raymond Hill
- 1933 : Her Tin Soldier de  Frederick Rath (en) : Bob Marlowe
- 1934 : I, Myself d'Adelyn Bushnell (en) : Arthur Hanlon

## Filmographie partielle

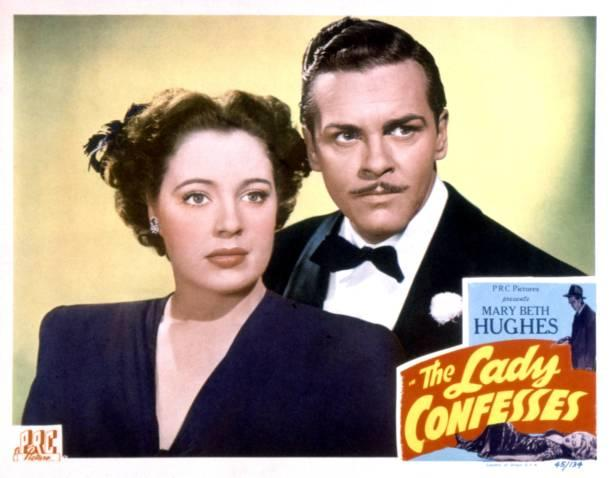
The Lady Confesses (1945, poster promotionnel),
avec Mary Beth Hughes et Edmund MacDonald

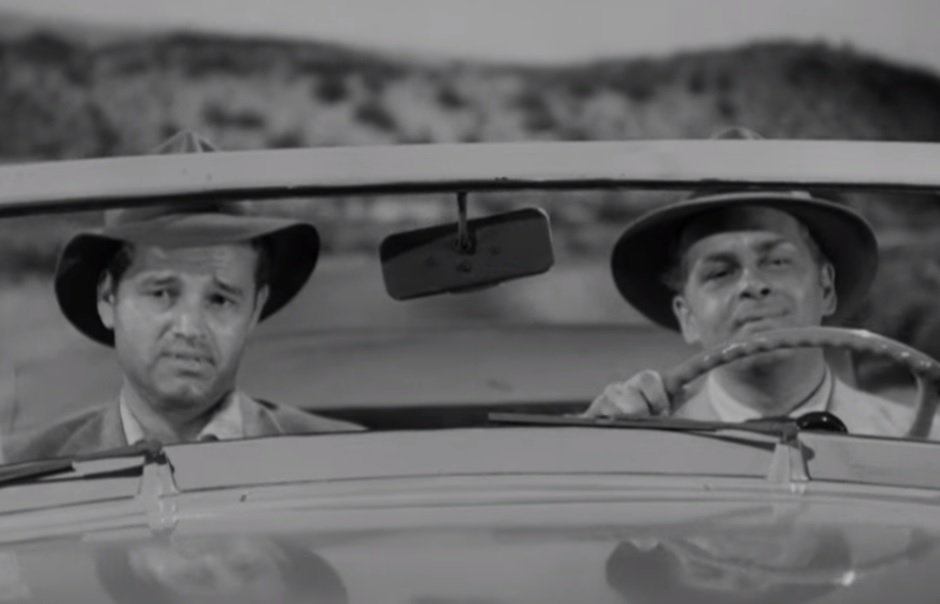
Tom Neal (à g.) et Edmund MacDonald,
dans Détour (1945)

- 1938 : Échappé de prison (Prison Break) d'Arthur Lubin : Chris Nelson
- 1939 : Femme ou Démon (Destry Rides Again) de George Marshall : Rockwell
- 1940 : Poings de fer, cœur d'or (Sailor's Navy) d'Allan Dwan : Barnacle
- 1940 : Vendredi 13 (Black Friday) d'Arthur Lubin : Frank Miller
- 1940 : L'Odyssée des Mormons (Brigham Young) d'Henry Hathaway : un Mormon
- 1940 : Le Retour de l'homme invisible (The Invisible Man Returns) de Joe May : un mineur à Radcliffe
- 1940 : Sur la piste des vigilants (Trail of the Vigilantes) d'Allan Dwan : Ed Wheeler
- 1941 : Toute à toi (Nice Girl?) de William A. Seiter : un capitaine
- 1941 : Texas (titre original) de George Marshall : Comstock
- 1941 : Quel pétard ! (Great Guns) de Monty Banks : « Hippo »
- 1942 : Les Rivages de Tripoli (To the Shores of Tripoli) de H. Bruce Humberstone : « Butch » Burke
- 1942 : Au cœur du Far West (en) (Heart of the Golden West) de Joseph Kane : Ross Lambert
- 1942 : Les Tigres volants (Flying Tigers) de David Miller : « Blackie » Bales
- 1943 : Sherlock Holmes à Washington (Sherlock Holmes in Washington) de Roy William Neill : Lieutenant Grogan
- 1943 : Les bourreaux meurent aussi (Hangmen Also Die!) de Fritz Lang : Dr Pillar
- 1943 : Corvette K-225 (titre original) de Richard Rosson : Lieutenant LeBlanc
- 1943 : The Mantrap de George Sherman
- 1944 : L'Odyssée du docteur Wassell (The Story of Dr Wassell) de Cecil B. DeMille : l'ordonnance du contre-amiral
- 1945 : La Blonde incendiaire (Incendiary Blonde) de George Marshall : Charlie Vettori
- 1945 : The Lady Confesses de Sam Newfield : « Lucky » Brandon
- 1945 : Détour (Detour) d'Edgar G. Ulmer : Charles Haskell Jr.
- 1945 : Épousez-moi, chérie ! (Hold That Blonde!) de George Marshall
- 1948 : La Dame au manteau d'hermine (That Lady in Ermine) d'Ernst Lubitsch et Otto Preminger : Capitaine Novak
- 1949 : Le Mustang noir (Red Canyon') de George Sherman : Farlane